# Mistrzostwa SoCon w zapasach
Zawody zapaśnicze w konferencji Southern, czyli SoCon. Wchodzą w skład NCAA Division I, najwyższej klasy rozgrywkowej w ramach systemu międzyuczelnianych zawodów sportowych NCAA. Zawody odbywają się od 1930 roku.

## Edycje zawodów
| Rok  | Miasto          | Zwycięzca                                                                                           | Outstanding Wrestler                               |
| ---- | --------------- | --------------------------------------------------------------------------------------------------- | -------------------------------------------------- |
| 1930 | Lexington       | Virginia Military Institute                                                                         | ----                                               |
| 1933 | Lexington       | Washington and Lee University                                                                       | ----                                               |
| 1934 | Blacksburg      | Washington and Lee University                                                                       | ----                                               |
| 1935 | Lexington       | Virginia Military Institute                                                                         | ----                                               |
| 1936 | Lexington       | Washington and Lee University                                                                       | ----                                               |
| 1938 | Blacksburg      | Virginia Military Institute                                                                         | ----                                               |
| 1941 | College Park    | Washington and Lee University                                                                       | ----                                               |
| 1942 | Greensboro      | University of North Carolina                                                                        | ----                                               |
| 1943 | Waynesboro      | Virginia Military Institute                                                                         | ----                                               |
| 1947 | Lexington       | University of North Carolina                                                                        | ----                                               |
| 1948 | Lexington       | Washington and Lee University                                                                       | ----                                               |
| 1949 | Lexington       | Washington and Lee University                                                                       | Phil Kemp (Tar Heels)                              |
| 1950 | College Park    | Washington and Lee University                                                                       | Jerry Gallagher (Blue Devils)                      |
| 1951 | Lexington       | Virginia Military Institute                                                                         | Ted Lonergan (Generals)                            |
| 1952 | Lexington       | University of Maryland                                                                              | Ernie Fischer (Terrapins)                          |
| 1953 | Lexington       | University of Maryland                                                                              | Rodney Norris (Terrapins)                          |
| 1954 | Lexington       | West Virginia University                                                                            | ----                                               |
| 1955 | Lexington       | Virginia Tech                                                                                       | ----                                               |
| 1956 | Lexington       | Virginia Tech                                                                                       | ----                                               |
| 1957 | Lexington       | Virginia Military Institute                                                                         | ----                                               |
| 1958 | Blacksburg      | Virginia Tech                                                                                       | ----                                               |
| 1959 | Charleston      | West Virginia University                                                                            | ----                                               |
| 1960 | Davidson        | Virginia Tech                                                                                       | ----                                               |
| 1961 | Morgantown      | Virginia Tech                                                                                       | Jeff Hartsel (Bulldogs)                            |
| 1962 | Blacksburg      | Virginia Tech                                                                                       | Jeff Hartsel (Bulldogs)                            |
| 1963 | Morgantown      | Virginia Tech                                                                                       | Jose Barcelo (Bulldogs)                            |
| 1964 | Davidson        | West Virginia University                                                                            | Bruce Schwanda (Bulldogs)                          |
| 1965 | Lexington       | West Virginia University                                                                            | Henry Seymour (Hokies)                             |
| 1966 | Williamsburg    | West Virginia University                                                                            | John Luckini (Mountaineers)                        |
| 1967 | Morgantown      | The Citadel                                                                                         | Ed Steers (Bulldogs)                               |
| 1968 | Lexington       | William & Mary                                                                                      | Bob Hobson (Tribe)                                 |
| 1969 | Charleston      | William & Mary                                                                                      | John Wood (Bulldogs)                               |
| 1970 | Williamsburg    | William & Mary                                                                                      | Bob Hobson (Tribe)                                 |
| 1971 | Williamsburg    | William & Mary                                                                                      | Lonnie Parker (Tribe)                              |
| 1972 | Greenville      | East Carolina University                                                                            | John Kaila (Tribe)                                 |
| 1973 | Williamsburg    | East Carolina University                                                                            | Mark Belknap (Tribe)                               |
| 1974 | Boone           | East Carolina University                                                                            | Chris Jacobsen (Mountaineers)                      |
| 1975 | Richmond        | East Carolina University                                                                            | Mark Belknap (Tribe)                               |
| 1976 | Charleston      | East Carolina University                                                                            | Mike Regner (Bulldogs)                             |
| 1977 | Greenville      | William & Mary                                                                                      | Phil Mueller (Pirates)                             |
| 1978 | Boone           | University of Tennessee at Chattanooga                                                              | Randy Batten (Mocs)                                |
| 1979 | Chattanooga     | University of Tennessee at Chattanooga                                                              | Tom Flanagan (Mocs)                                |
| 1980 | Charleston      | University of Tennessee at Chattanooga                                                              | Larry Meierotto (Mocs)                             |
| 1981 | Boone           | University of Tennessee at Chattanooga                                                              | Todd Sumter (Mountaineers) Larry Meierotto (Mocs)  |
| 1982 | Lexington       | University of Tennessee at Chattanooga                                                              | Charlie Heard (Mocs)                               |
| 1983 | Chattanooga     | University of Tennessee at Chattanooga                                                              | Bill Moss (Mocs)                                   |
| 1984 | Charleston      | Appalachian State University                                                                        | Charlie Heard (Mocs) John Munno (Keydets)          |
| 1985 | Boone           | Virginia Military Institute                                                                         | Amaro Lamar (Mountaineers)                         |
| 1986 | Lexington       | University of Tennessee at Chattanooga                                                              | Ben Walker (Keydets)                               |
| 1987 | Chattanooga     | University of Tennessee at Chattanooga                                                              | Amaro Lamar (Mountaineers)                         |
| 1988 | Davidson        | University of Tennessee at Chattanooga                                                              | Tom Sell (Mocs) Clay Ogden (Bulldogs)              |
| 1989 | Greenville      | University of Tennessee at Chattanooga                                                              | Charlie Buckshaw (Mocs)                            |
| 1990 | Charleston      | University of Tennessee at Chattanooga                                                              | Michael Murray (Keydets)                           |
| 1991 | Boone           | University of Tennessee at Chattanooga                                                              | Bret Gustafson (Mocs)                              |
| 1992 | Asheville       | University of Tennessee at Chattanooga                                                              | Bret Gustafson (Mocs)                              |
| 1993 | Asheville       | University of Tennessee at Chattanooga                                                              | Victor Balmeceda (Mountaineers)                    |
| 1994 | Asheville       | University of Tennessee at Chattanooga                                                              | Charlie Branch (Keydets)                           |
| 1995 | Asheville       | Appalachian State University Virginia Military Institute                                            | David Barden (Mocs)                                |
| 1996 | Greensboro      | Appalachian State University                                                                        | Aaron Mickiewicz (Keydets)                         |
| 1997 | Greensboro      | Appalachian State University Virginia Military Institute University of North Carolina at Greensboro | Leslie Apedoe (Keydets)                            |
| 1998 | Greensboro      | University of Tennessee at Chattanooga                                                              | Bob Hanson (Mocs)                                  |
| 1999 | Greensboro      | University of Tennessee at Chattanooga                                                              | Jeremy Hart (Mountaineers)                         |
| 2000 | Chattanooga     | University of Tennessee at Chattanooga                                                              | Heath Eslinger (Mocs)                              |
| 2001 | Chapel Hill     | Appalachian State University                                                                        | Jeremy Hart (Mountaineers)                         |
| 2002 | Raleigh         | University of Tennessee at Chattanooga                                                              | Mark Fee (Mountaineers)                            |
| 2003 | Boone           | Appalachian State University                                                                        | Adam Britt (Keydets)                               |
| 2004 | Charlottesville | The Citadel                                                                                         | Josh Keefe (Mocs)                                  |
| 2005 | Greensboro      | University of Tennessee at Chattanooga                                                              | Jon Sioredas (Mocs)                                |
| 2006 | Lexington       | University of Tennessee at Chattanooga                                                              | Matt Keller (Mocs)                                 |
| 2007 | Raleigh         | University of Tennessee at Chattanooga                                                              | Scott Ervin (Mountaineers)                         |
| 2008 | Chattanooga     | University of Tennessee at Chattanooga                                                              | Cody Cleveland (Mocs)                              |
| 2009 | Charleston      | University of Tennessee at Chattanooga                                                              | Cody Cleveland (Mocs)                              |
| 2010 | Davidson        | University of North Carolina at Greensboro                                                          | Victor Hojilla (Spartans                           |
| 2011 | Boone           | University of Tennessee at Chattanooga                                                              | Kyle Blevins (Mountaineers)                        |
| 2012 | Chattanooga     | University of Tennessee at Chattanooga                                                              | Austin Trotman (Mountaineers)                      |
| 2013 | Lexington       | University of Tennessee at Chattanooga                                                              | Anthony Elias (Wildcats)                           |
| 2014 | Buies Creek     | University of Tennessee at Chattanooga                                                              | Corey Mock (Mocs)                                  |
| 2015 | Asheville       | University of Tennessee at Chattanooga                                                              | Connor McMahon (Cougars                            |
| 2016 | Asheville       | Appalachian State University                                                                        | Kamaal Shakur (Mocs)                               |
| 2017 | Charleston      | Campbell University                                                                                 | Ryan Mosley (Bulldogs)                             |
| 2018 | Charleston      | Appalachian State University                                                                        | Irvin Enriquez (Mountaineers)                      |
| 2019 | Boone           | Campbell University                                                                                 | Nail Richards (Keydets)                            |
| 2020 | Boone           | Campbell University                                                                                 | Cary Miller (Mountaineers) Nail Richards (Keydets) |